# Steinerne Renne

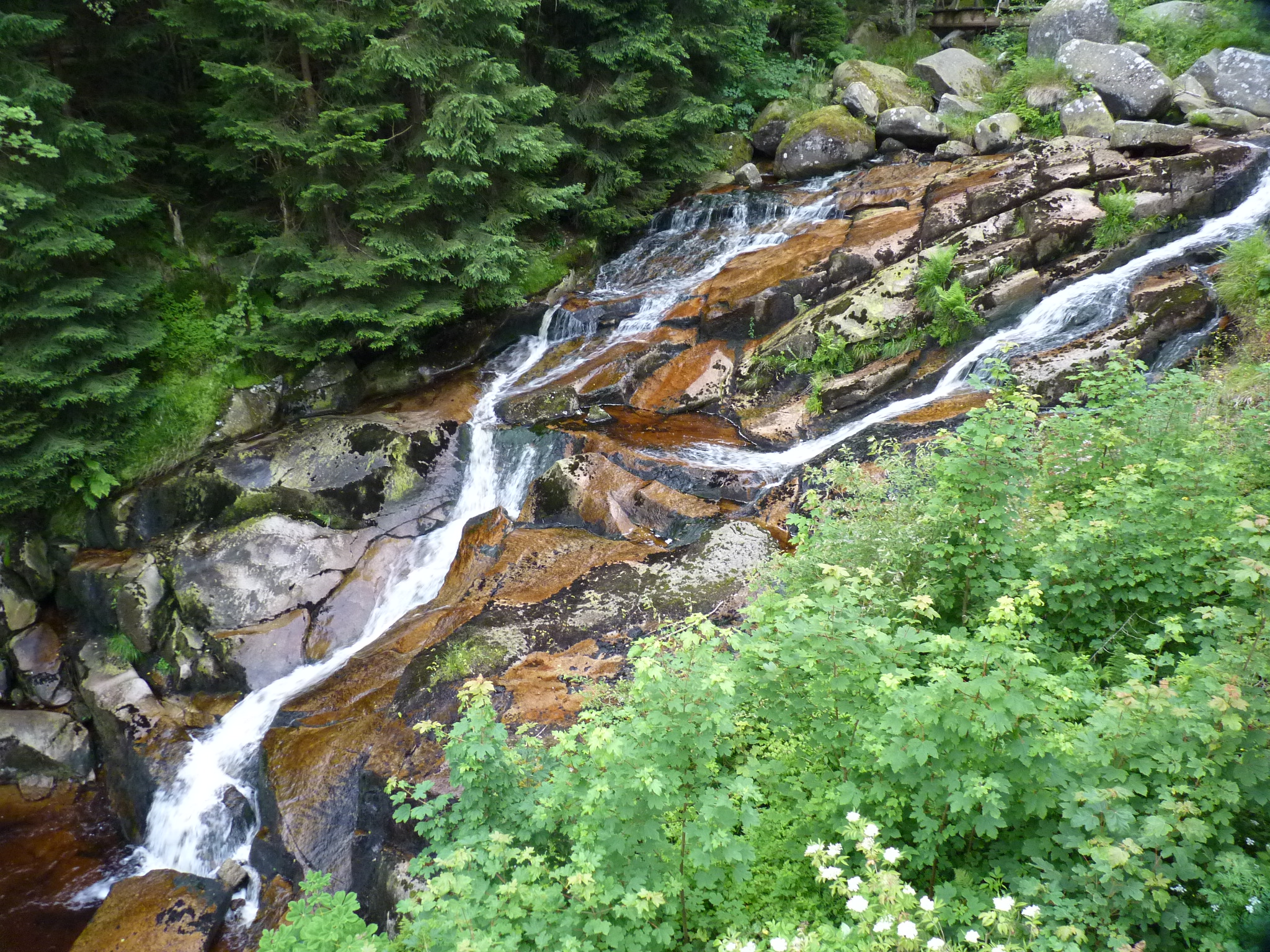
El Steinerne Renne en el curs superior del riu Holtemme

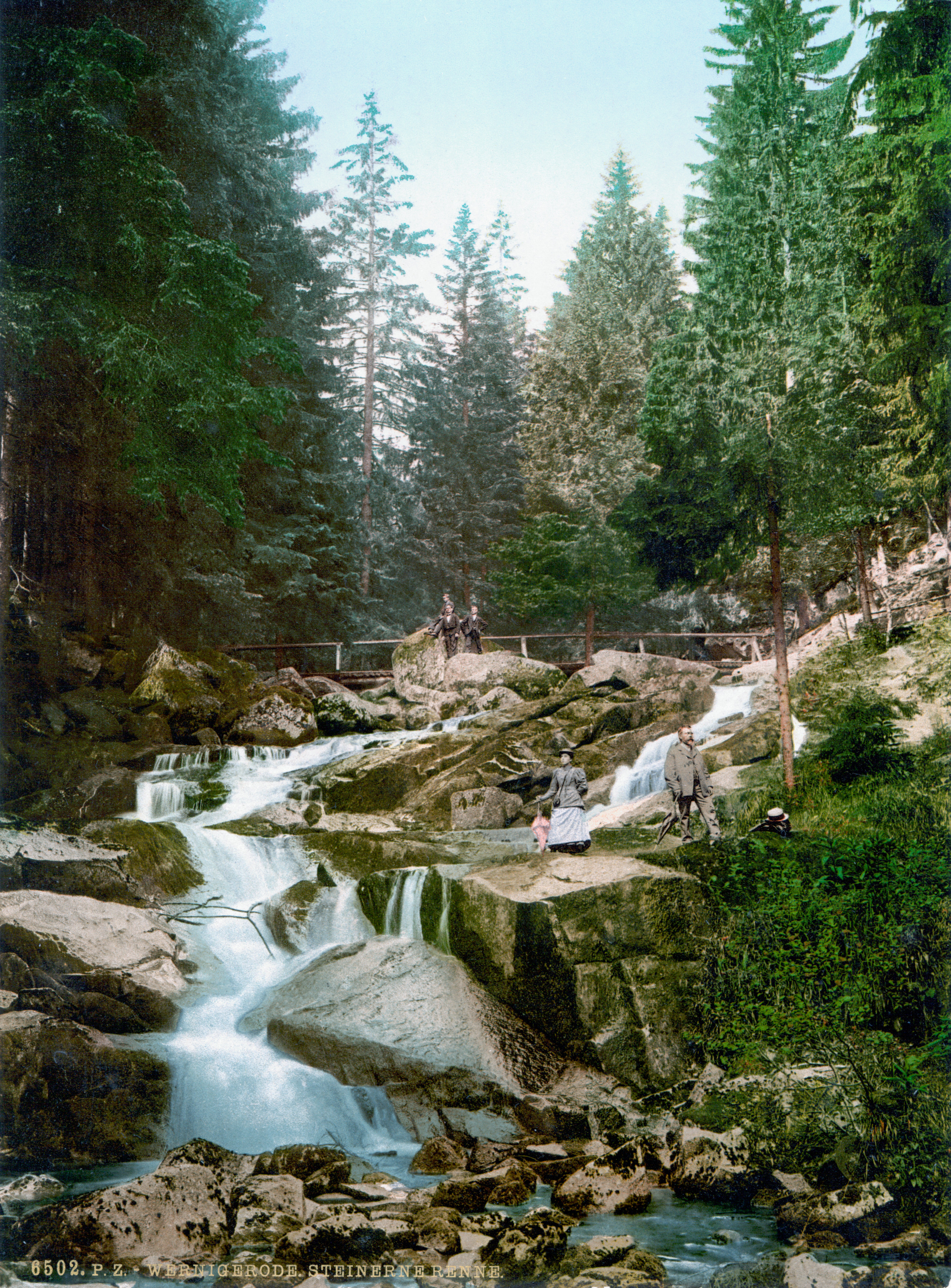
El Steinerne Renne al voltant 1900

Steinerne Renne és una cascada i monument natural a prop la ciutat de Wernigerode en la serralada del Harz d'Alemanya central.

## Ubicació
El Steinerne Renne es troba a l'est del Parc Nacional del Harz en el land de Saxònia-Anhalt. Es troba al sud-oest de Hasserode en districte Wernigerode en un tram boscós en la vall formada pel tram superior del riu Holtemme, entre el turó de Renneckenberg (cim acompanyant oriental del Brocken) i a certa distància cap al sud-oest, entre el Bielstein (525 m damunt nivell de mar) cap al nord i la carena del Hippeln i el Kontorberg (556.1 m) cap al sud.
En el congost, s'alternen nombroses petites cascades i rapids que alternen amb trams més tranquils d'aigües en el rocaiós llit del riu Holtemme. L'entrada al congost sota el Hannekenbruch es troba a una alçada d'aproximadament 550 m per sobre del nivell del mar i la sortida està sota l'estació de ferrocarril de Steinerne Renne (al voltant 300 m per sobre del nivell del mar), una diferència d'alçada d'aproximadament 250 metres. A 395 m el Kleine Renne desemboca per l'esquerra en el Steinerne Renne.
La fonda del bosc i l'hotel del Steinerne Renne estan penjades per sobre del nivell del riu de 519,5 metres sobre el nivell del mar. és perched per sobre del punt dins riu on és 519.5 m alt. A més, solia haver-hi una passarel·la sobre el Holtemme una mica més cap a l'est (349 metres sobre el nivell del mar) i un restaurant, Am Silbernern Mann, per sota de les roques conegudes com la Silberner Mann.

## Història

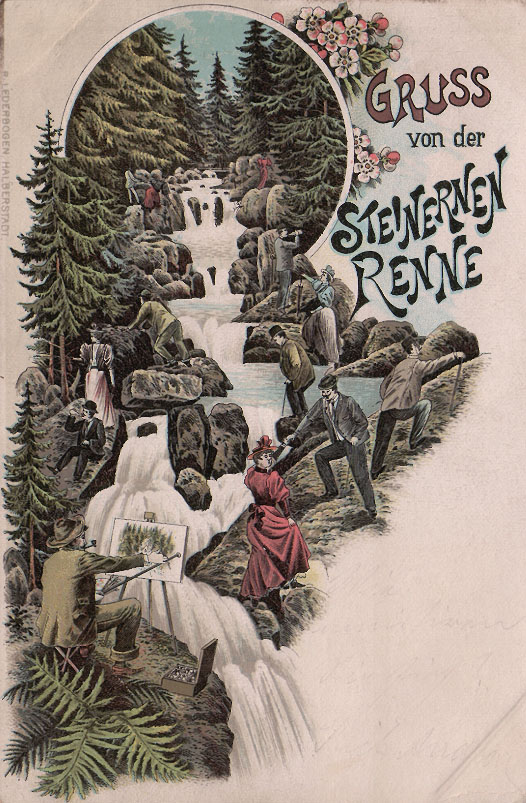
Steinerne Renne al voltant de 1900

Aquesta característica natural ja va ser descrita com a Steinrenne o steinerne Rinne al començament de l'Edat moderna. Amb l'augment de turisme a mitjans del segle xix el Steinerne Renne esdevenia un dels paratges més polpulars del Harz. Quan es van construir els ferrocarrils del Harz i del Brocken, es va construir una petita estació amb el mateix nom de Steinerne Renne que encara existeix avui. En 1869 es va construir una cabana de fusta just al costat de la cascada, que va ser la predecessora de l'hotel d'avui dia.

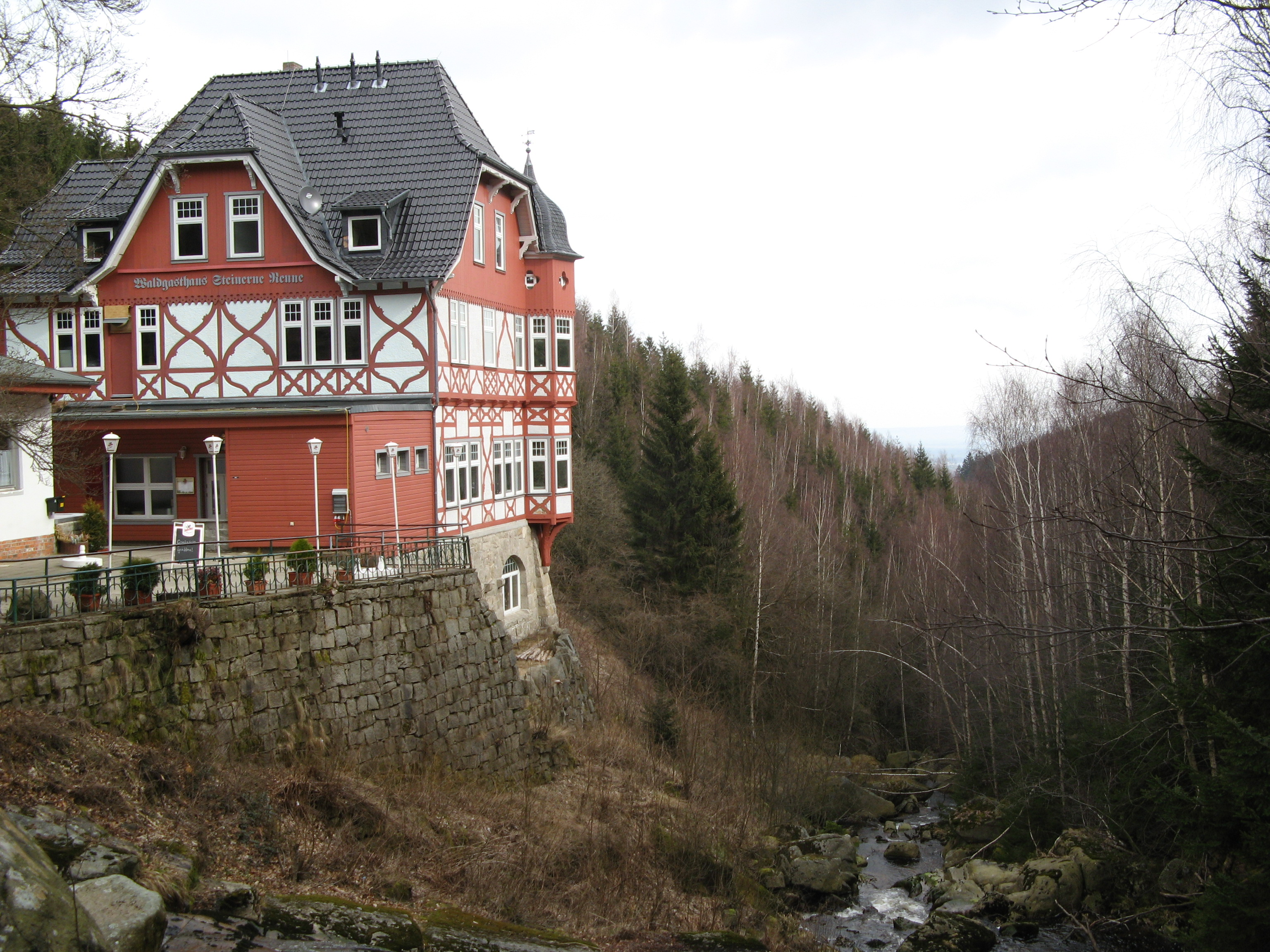
La fonda del bosc i l'hotel del Steinerne Renne

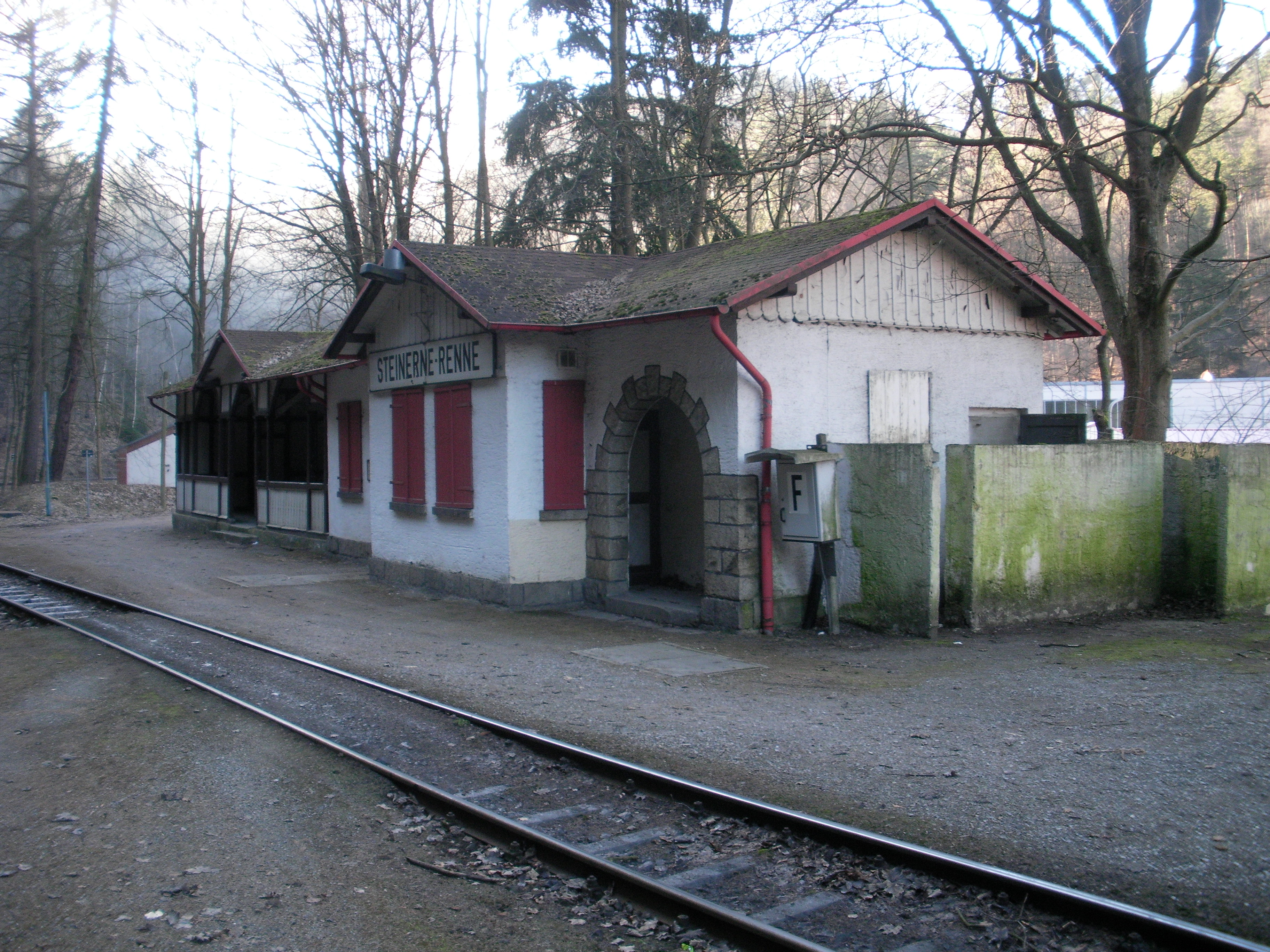
Estació de Steinerne Renne

Durant el període de post-guerra aquest punt va acabar a l'Alemanya De l'est i l'edifici de l'hotel va estar en funcionament fins a mitjan des anys 70 com un lloc de l'organització de Comerç (empresa d'estat que venia al detall). Més tard va ser convertit i utilitzat com a casa de vacances i de treballs pel VEB Elektroaaparatewerke Berlín-Treptow. La casa de vacances també va tenir un restaurant públic . Quan l'edifici va ser convertit, el romàntic camí del bosc cap a l'edifici, el qual corria al llarg del costat del nord del Holtemme i més enllà de la cascada, va ser blocat. Avui el sender discorre pel marge sur del riu.
L'hotel Steinerne Renne (Gasthaus Steinerne Renne) és el punt 28 en el sistema de punts de control en el Harzer Wandernadel.

## Energia hidroelèctrica
Propera al Steinerne Renne hi ha una planta d'energia hidroelèctrica, que va ser oberta en 1899, va obrir dins 1899, la qual va ser utilitzada per alimentar les canteres de grava i granit que operaven en aquells dies. En 1943 va quedar en possessió de la ciutat de Wernigerode, el qual el va utilitzar per subministrar energia al districte de Hasserode. A partir de 1945 va ser ser explotada per VEB Energiekombinat Magdeburg, més tard per VEB Instandsetzungsbetrieb für Batterien und Flurfördergeräte. Després que la seva privatització com WERBAT GmbH, la planta hidroelèctrica va ser venuda en 1995 a un propietari privat. L'any 2002 va ser venut de nou a la ciutat, qui l'opera en l'actualitat com a monument tècnic.
L'aigua presa d'un abocador sota el riu al llarg d'un canal tancat de 1,7 km de la cas de pantalla, en la qual els sòlids es filtren i queden apartats. Després d'això, cau el cabal per una llarga canonada de 160 metres de llarg fins a la planta d'energía hidroelèctrica. El corrent el generen dues turbines Pelton.

## Subcamp de Concentració
En les canteres de granit i grava anteriorment descrites, que havien estat utilitzades fins al 1944 com a Steinerne Renne Brickworks i per la construcció de parts per motors d'aeronaus, es va construir un subcamp del Camp de concentració de Mittelbau-Dora. Inicialment van treballar en el subcamp peons francesos, belgues i italians. Més tard van treballar aquí 500 presoners de l'anterior subcamp de Veckenstedter en Wernigerode. Un dia abans de l'ocupació del campament per tropes americanes el 10 d'abril de 1945 van ser enviats en una marxa de mort a Leitmeritz.